# Северная особая авиационная группа Гражданского воздушного флота
Северная особая авиационная группа Гражданского воздушного флота — воинское соединение Гражданского воздушного флота СССР в Великой Отечественной войне.

## История
С первых часов войны авиация Германии нанесла удар по 66 аэродромам, на которых базировалось три четверти всех боевых самолётов СССР. В результате гитлеровская авиация получила полный контроль в воздухе. В этой обстановке личный состав Гражданского воздушного флота был привлечён к выполнению боевых заданий.
23 июня 1941 года было утверждено  постановление Совнаркома СССР: " Положение о Главном управлении гражданского воздушного флота на военное время". На основании этого положения был приведен в действие мобилизационный план. Гражданский воздушный флот подчинили Наркомату обороны.
25 июня 1941 года вышло Положение об особых авиационных группах Гражданского воздушного флота, которые создавались в целях обеспечения воздушно-транспортных перевозок частей Красной Армии и Военно-Морского Флота. Было сформировано шесть авиационных групп Гражданского воздушного флота особого назначения. В авиагруппы особого назначения были выделены лучшие экипажи. Для обеспечения авиагрупп разбронировали спецавиатехническое имущество мобилизационного запаса. Основные транспортным средством стал самолет ПС-84 (Ли-2).
На основании данного положения создана 26 июня 1941 года Северная группа, в основном на базе 31-го транспортного авиационного отряда ГВФ (сформирован в 1934 году) Северного управления гражданского воздушного флота. Позднее в группу были переданы ПС-84 ВВС Ленинградского фронта, Краснознамённого Балтийского флота, а также особый авиационный отряд ГВФ по обслуживанию Балтийского военно-морского флота (гидросамолёты МБР-2). В большинстве своём в группе состояли транспортные самолёты разных модификаций ПС-84 и некоторое количество ТБ-3
В составе действующей армии с 3 июля 1941 года по 14 ноября 1942 года.
Группа осуществляла на Ленинградском и Волховском направлениях перевозки начсостава, раненых, медикаментов, вооружения, боеприпасов, литературы, обеспечение связи между армиями, дивизиями и выполнение других заданий, направленные на обеспечение боевых задач частей Красной Армии. Так, например, самолётами группы в ноябре 1941 года из Ленинграда под Тихвин была доставлена 44-я стрелковая дивизия, также в ноябре 1941 года в Москву было переправлено около 1000 артиллерийских орудий и миномётов

## Блокада Ленинграда
С 8 сентября 1941 года немецко-фашистские войска блокировали Ленинград с суши и были уничтожены склады с продовольствием. Единственной коммуникацией связи осаждённого города с Большой землей стало замерзающее Ладожское озеро и воздушный коридор над ним. В этот критический момент, для оценки обстановки и руководства войсками Ленинградского фронта, прибыл Г.К. Жуков. Он прилетел в блокадный город на самолёте ПС-84, который пилотировал лётчик А.П. Лебедев. Этот лётчик Аэрофлота стал одним из первых, кто проложил путь с Большой земли в блокированный Ленинград. А.П. Лебедев работал в ленинградском аэропорту с 1932 года.
Командиру Северной особой авиационной группе Гражданского воздушного флота В.П. Лёгостину, Военный совет Ленинградского фронта приказал обеспечить отправку в Москву и Тихвин грузов оборонного значения, рабочих и специалистов Кировского, Ижорского и других заводов, а обратными рейсами доставлять в Ленинград оружие, горючее, продовольствие, медикаменты и почту. Для решения этой задачи использовалась трасса, проложенная Лебедевым. Над Ладожским озером начали летать пилоты Северной авиагруппы ГВФ они пересекали Ладогу в районе Шлиссельбурга.
Воздушный мост заработал с 15 сентября 1941 года. Ежедневно авиаторы совершали от 85 до 150 рейсов. Над Ладожским озером самолеты летели бреющим полетом, в двух - трёх метрах над водой.
Стратегическим центром снабжения Ленинграда стала Вологда, где базировался 232-й авиаотряд самолётов П-5 Северной авиагруппы ГВФ, которым командовал лётчик Аэрофлота П.П. Савин.
Пока не встал лёд на Ладоге авиация была единственной коммуникацией по снабжению города.
14 ноября фашисты захватили Тихвин и возникла угроза образования второго кольца окружения Ленинграда в это время прекратилась навигация на Ладоге, приближалась зима. В этой критической ситуации ГКО поставил задачу ввозить в Ленинград не менее 200 тонн продовольствия ежедневно. Для экипажей установили суточную норму не менее двух рейсов в день.
В декабре по льду Ладожского озера стала действовать Дорога жизни, что позволило сократить массовые воздушные перевозки.
Особо следует выделить то, что во время блокады лётчики группы ежедневно доставляли в Ленинград грузы и вывозили из блокированного города больных, раненых, а также вооружение и дефицитные материалы. По воздуху было эвакуировано более 52 тысяч человек, из них около 20 тысяч квалифицированных рабочих, специалистов, учёных; только за сентябрь — декабрь 1941 года авиагруппа доставила в Ленинград 3605 тонн пищевых продуктов, 1273 тонн боеприпасов и вооружения, 26 тонн медикаментов и 138 тонн почты.
9 августа 1942 года в блокадный Ленинград из Куйбышева, лётчик Северной авиагруппы ГВФ В.С Литвинов, доставил партитуру 7-й симфонии Д. Шостаковича.
По воспоминаниям командира группы В. П. Лёгостина:
В Ленинград возили всё, начиная от пушек, дизелей к танкам и кончая разными концентратами. Из Ленинграда — в первую очередь цветные металлы. Действительно, воздушным путём в Ленинград доставляли самые необходимые и срочные грузы. Например, весной 1942 года М. А. Никифоров возил в блокадный город семена овощей и рассаду.
31 июля 1942 года переформирована в 4-й отдельный авиационный полк Гражданского воздушного флота

## Состав
Установленный состав:
- Апатитский тяжёлый транспортный авиационный отряд (до ноября 1941);
- Ленинградский тяжёлый транспортный авиационный отряд (до ноября 1941);
- Особый авиационный отряд ГВФ по обслуживанию Балтийского военно-морского флота (с октября 1941)

## Подчинение
Группа находилась в подчинении Главного управления Гражданского воздушного флота, исключая период ноябрь 1941 — январь 1942 года, когда она находилась в подчинении Ленинградского фронта

## Командиры
- А. А. Лаврентьев
- В. П. Лёгостин [3]